# Сала, Патрицио
Патрицио Сала (итал. Patrizio Sala, 16 июня 1955, Беллуско, Италия) — итальянский футболист, игравший на позиции полузащитника. По завершении игровой карьеры — футбольный тренер. В качестве игрока прежде всего известен по выступлениям за клуб «Торино», а также национальную сборную Италии.

## Клубная карьера
Воспитанник футбольной школы клуба «Монца». Взрослую футбольную карьеру начал в 1973 году в основной команде того же клуба, в которой провёл два сезона, приняв участие в 37 матчах чемпионата и забил 4 гола.
Своей игрой за эту команду привлёк внимание представителей тренерского штаба клуба «Торино», к составу которого присоединился в 1975 году. Сыграл за туринскую команду следующие шесть сезонов своей игровой карьеры. Большую часть времени, проведённого в составе «Торино», был основным игроком команды.
С 1981 по 1989 год играл в составе команд клубов «Сампдория», «Фиорентина», «Пиза», «Чезена» и «Парма».
Завершил профессиональную игровую карьеру в нижнелиговом клубе «Сольбьятезе», за команду которого выступал на протяжении 1989—1990 годов.

## Выступления за сборные
В 1978 году привлекался в состав молодёжной сборной Италии. На молодёжном уровне сыграл в 3 официальных матчах.
В 1976 году дебютировал в официальных матчах в составе национальной сборной Италии. В течение карьеры в национальной команде, которая длилась 5 лет, провёл в форме главной команды страны 8 матчей. В составе сборной был участником чемпионата мира 1978 года в Аргентине.

## Карьера тренера
Начал тренерскую карьеру вскоре после завершения карьеры игрока, в 1991 году, войдя в тренерский штаб клуба «Монца».
В дальнейшем возглавлял команды клубов «Леффе», «Варезе», «Пистойезе», «Бьеллезе», «Виз Пезаро», «Валенцана» и «Про Патрия», а также входил в тренерский штаб клуба «Торино».
В настоящее время последним местом тренерской работы был клуб «Казале», команду которого Патрицио Сала возглавлял в качестве главного тренера до 2006 года.